# Майдан-Облеще
Майдан-Облеще (пол. Majdan-Obleszcze) — село в Польщі, у гміні Шастарка Красницького повіту Люблінського воєводства.
Населення — 313 осіб (2011).
У 1975-1998 роках село належало до Тарнобжезького воєводства.

## Демографія
Демографічна структура станом на 31 березня 2011 року:
|          | Загалом | Допрацездатний вік | Працездатний вік | Постпрацездатний вік |
| -------- | ------- | ------------------ | ---------------- | -------------------- |
| Чоловіки | 148     | 22                 | 92               | 34                   |
| Жінки    | 165     | 23                 | 87               | 55                   |
| Разом    | 313     | 45                 | 179              | 89                   |